# Здание синематографа «Фурор» (Канск)
Здание синематографа «Фурор» — каменное одноэтажное строение, построенное в начале XX века на Московской улице в городе Канск, ныне Красноярского края. Памятник архитектуры регионального значения. В настоящее время в здании разместился и работает краеведческий музей Канска.

## История
В 1911 году в июне было подано прошение от купца Ефима Тимофеевича Коновалова на утверждение проекта здания для театра-биографа купчихи Агриппины Яковлевой. Однако через несколько месяцев подобное прошение уже предоставила сама Агриппина Яковлева. В сентябре 1911 года Яковлева телеграфировала губернатору о проведении осмотра здания синематографа (кинотеатра). Такие короткие сроки возведения объекта свидетельствуют о том, что часть здания уже была возведена ранее и, скорее всего, это произошло в 1905 году. Планировалось, что в этом строении будут размещены торговые площади, но после было принято решение использовать здание под кинотеатр.
С 1 октября 1911 года кинотеатр стал работать и получил название «Фурор». В 1920-е годы был переименован в «Кайтым». В стенах этого здания выступал Владимир Яковлевич Зазубрин, автор романа «Два мира» и повести «Щепка» — произведений, описывающих страшную реальность местной жизни в период Гражданской войны и начинающихся репрессий.
В 1930-е годы проводились строительные работы, которые расширили здание к северу и увеличили площадь строения. В 1953 году власти попытались провести основательную реконструкцию «Кайтыма», с переоборудованием его в двухзальный кинотеатр, но работы так и не были начаты.

## Характеристики здания
Кирпичное одноэтажное здание под вальмовой кровлей. Треугольная надстройка шипом в виде терема акцентирует парадный вход. Декор фасада выделяется кирпичным (зубчатым) рисунком карниза и обкладкой оконных и дверных проёмов. Здание является памятником истории и культуры.

## Краеведческий музей
В 2001 году принято решение о передаче здания под Канский краеведческий музей, который и располагается здесь до настоящего времени.
В фондах музей хранится более 30 тысяч музейных экспонатов. Особенностью музея является яркая этнографическая коллекция. Самой большой коллекцией является собрание письменных источников, где имеются документы, начиная с конца XVIII века. Особой ценностью обладают иконы, поступившие в музей после закрытия храмов города.
Здание является одним из главных архитектурных объектов исторического центра Канска.